# Mogol
Giulio Rapetti (* 17. srpna 1936, Milán), uměleckým jménem Mogol je italský hudební textař. Je známý svojí spoluprací s Luciem Battistim, jeho otec, Mariano Rapetti, byl ředitelem nahrávací společnosti Ricordi.